# Black Sabbath
Black Sabbath var ett brittiskt Heavy metalband bildat 1968 i Birmingham i England av gitarristen Tony Iommi, trummisen Bill Ward, basisten Geezer Butler och sångaren Ozzy Osbourne. Gruppen har ofta betraktats som pionjärer inom heavy metal. Bandet hjälpte till att definiera genren med studioalbum såsom Black Sabbath (1970), Paranoid (1970) och Master of Reality (1971). Efter att Osbourne lämnade 1979 har bandet varit med om nästan ett dussin medlemsbyten. Iommi var den enda fasta medlemmen i bandet fram till splittrandet.
Initialt hette bandet Polka Tulk Blues Band och senare Earth, innan man 1969 bestämde sig för Black Sabbath. I bandet utmärkte man sig genom ockulta teman med skräckinspirerade texter och nedstämda gitarrer. Efter att ha skrivit skivkontrakt med Philips Records i november 1969 gav bandet ut sin första singel, "Evil Woman" (en cover av bandet Crow), i januari 1970. Månaden därpå gavs det självbetitlade debutalbumet ut. Även om det fick negativ kritikerrespons var albumet en kommersiell framgång, vilket ledde till uppföljaren Paranoid senare samma år. Bandets popularitet växte och då man 1973 gav ut Sabbath Bloody Sabbath var kritikerna alltmer positiva.
Osbournes drog- och alkoholmissbruk ledde till att han sparkades 1979. Han ersattes av den före detta Rainbow-sångaren Ronnie James Dio. Efter två album med Dio genomgick Black Sabbath många medlemsbyten på 1980- och 1990-talen. Under dessa år ingick bland andra Ian Gillan, Glenn Hughes, Ray Gillen och Tony Martin vid någon tidpunkt i bandet. 1991 spelade Iommi och Butler in Dehumanizer (1992) med Dio och trummisen Vinny Appice. Bandets originalsättning återförenades 1997 och gav ut livealbumet Reunion. Black Sabbaths nittonde och sista studioalbum, 13 (2013), innehåller alla originalmedlemmar utom Ward. Under deras avskedsturné spelade bandet sin sista konsert i hemstaden Birmingham den 4 februari 2017.
Black Sabbath har sålt över 70 miljoner skivor världen över, vilket gör dem till ett av de mest kommersiellt framgångsrika heavy metal-banden. De rankades av MTV som det "bästa metalbandet" genom tiderna och blev tvåa i VH1:s lista över de "100 bästa hårdrocksartisterna". Tidningen Rolling Stone rankade dem som nummer 85 på deras "100 bästa artisterna någonsin". Black Sabbath invaldes i UK Music Hall of Fame 2005 och Rock and Roll Hall of Fame and Museum 2006. De har vunnit två Grammy Awards för bästa metal och 2019 tilldelades bandet en Grammy Lifetime Achievement Award.

## Historik

### Bildandet
I Aston, en industriförort till Birmingham, bildades 1968 fröet till vad som skulle bli Black Sabbath, fast då med namnet Polka Tulk. När gruppen senare samma år bytte namn till Earth fick de veta att namnet redan användes av ett annat engelskt band. Medlemmarna enades till slut om namnet "Black Sabbath", efter den amerikanska översättningen av Mario Bavas klassiska italienska skräckfilm I Tre Volti Della Paura (svensk titel I skräckens klor).

### 1970-talet

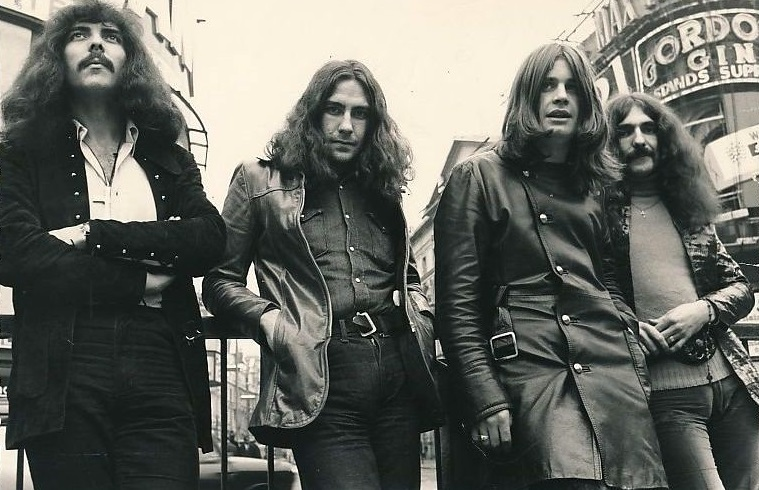
Black Sabbath på Piccadilly Circus, London 1970

Gruppen bestod i sin första uppsättning av sångaren Ozzy Osbourne, gitarristen Tony Iommi, basisten Geezer Butler och trummisen Bill Ward. De fick sitt första genombrott 1970, då de släppte sitt självbetitlade debutalbum Black Sabbath. Albumet släpptes - passande nog - fredagen den 13 februari. Detta album var fullt med tunga riff, apokalyptiska låtar och ockulta ämnen och ses ofta som en hörnsten inom genren heavy metal.
En starkt bidragande anledning till det nyskapande sound som Black Sabbath stod för var att Iommi sista dagen på ett sommarjobb på ett verkstadsföretag råkade ut för en arbetsplatsolycka och klippte av sig två fingertoppar. Han tillverkade själv proteser av nedsmälta plastflaskor och limmade fast dessa på fingrarna för att kunna fortsätta spela gitarr. Det gjorde dock för ont att pressa ned strängarna när de var normalhårt spända så för att kunna fortsätta spela stämde han ner gitarren och kom på så sätt att skapa det unika sound som blev synonymt med Black Sabbath. De två första Black Sabbath-albumen är dock normalt stämda, eftersom Iommi inte började stämma ned sin gitarr förrän till 1971 års Master of Reality. Black Sabbaths basist Geezer Butler kom då också att stämma ned sin bas för att den skulle stämma överens med Iommis.
Gruppens nästa album, Paranoid, gjorde dem populära även i USA. Detta album brukar räknas som deras absolut bästa, till och med ett av de bästa inom hela genren. På albumet finns titelspåret "Paranoid", som blev en av Black Sabbaths mest kända och framgångsrika låtar någonsin. Under åren som följde hade gruppen även framgångar med albumen Master of Reality (1971), Vol. 4 (1972) och Sabbath Bloody Sabbath (1973). Problemen började då man bytte skivbolag inför nästa skiva. Inspelningarna tog längre tid och nästa album, Sabotage, kom inte att släppas förrän 1975. Sabotage räknas av många kritiker som det sista "klassiska" Sabbath-albumet. År 1976 släpptes Technical Ecstasy och 1978 kom det sista albumet med Osbourne som sångare, Never Say Die!. Musiken i båda dessa album, i synnerhet det sistnämnda, anses färgad av inre stridigheter i bandet och ses därför som avsevärt sämre än gruppens tidigare verk.
När de skulle spela in sitt nionde album så brast det. Ozzy försvann och var borta i flera veckor och när han väl kom till studion så vägrade han att samarbeta. Efter ett bråk med Iommi blev Osbourne 1979 sparkad ur gruppen och ersattes med Ronnie James Dio. Många fans anser att Black Sabbath aldrig blev sig likt sedan Osbourne fått sluta. Bråket handlade bland annat om Osbournes allt mer växande missbruk av alkohol och droger; Iommi sade sig ha tröttnat på att Osbourne i stort sett alltid festade och var berusad eller hög. Delvis berodde det även på att Iommi tyckte att det alltid var Osbourne som fick all ära vid spelningarna. Detta försökte Iommi råda bot på genom att helt enkelt byta plats med Osbourne när de spelade live, så att Iommi nu stod i mitten.

### 1980-talet

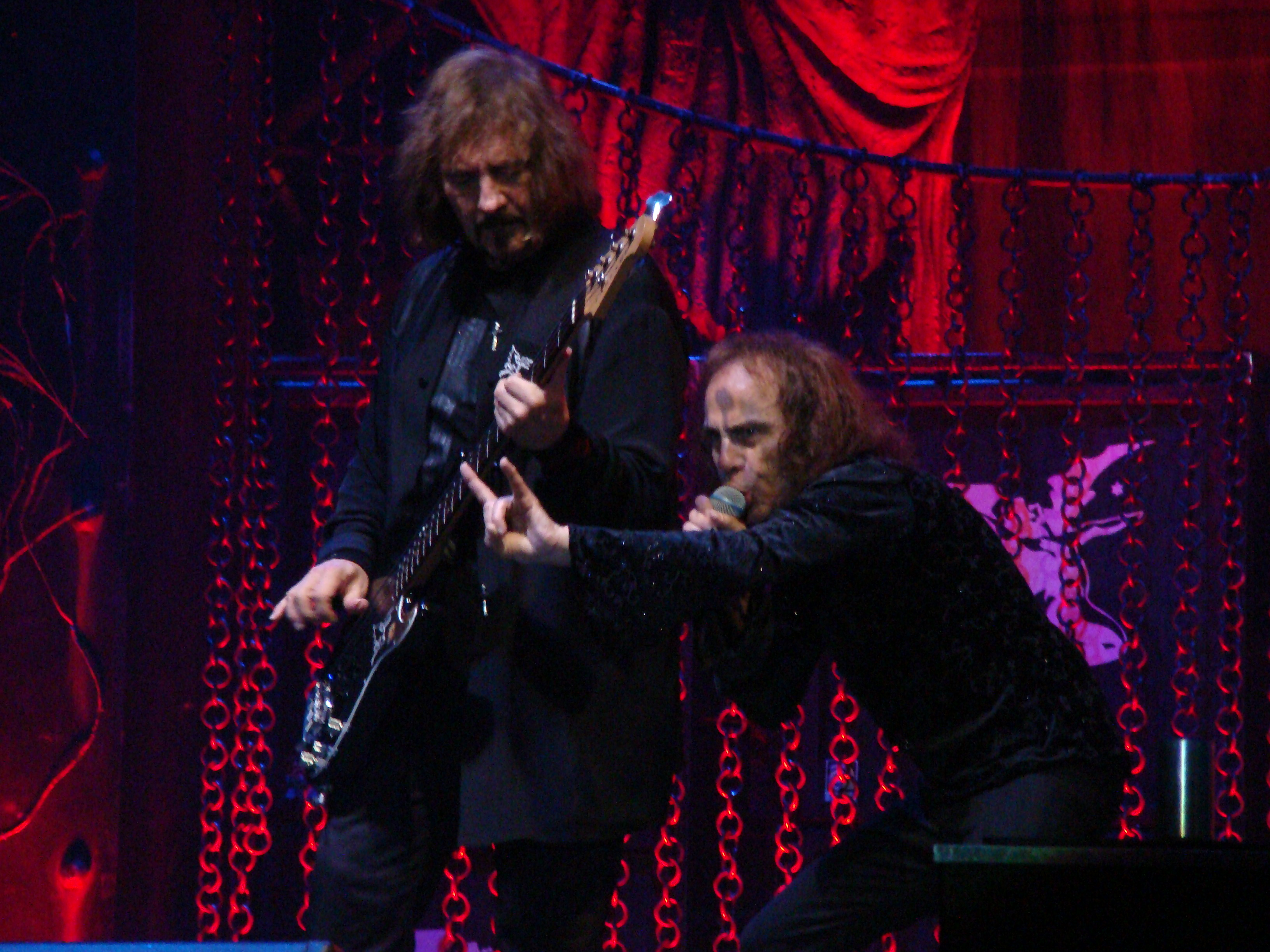
Ronnie James Dio var sångare i Black Sabbath 1979 till 1982.

Efter att Osbourne lämnat gruppen tog de nästa steg tillsammans med förre Rainbow-sångaren Ronnie James Dio. Gruppen gav ut två album, Heaven and Hell och Mob Rules, innan Ronnie James Dio hoppade av för att satsa på en solokarriär. Därefter har åtskilliga sångare varit medlemmar i Black Sabbath, däribland Glenn Hughes och Ian Gillan, båda med ett förflutet i Deep Purple. I början av 1980-talet var bandets popularitet på klart nedåtgående.
Sommaren 1987 var Tony Martin sångare, och under hans tid gav gruppen ut skivorna The Eternal Idol (1987), Headless Cross (1989) samt Tyr (1990).

### 1990-talet
År 1992 fick Tony Martin lämna bandet till förmån för en återförening med Dio på sång. Albumet Dehumanizer gavs ut men nya konflikter gjorde att Dio återigen lämnade bandet. Tony Martin återvände till bandet 1993 för att ge ut Cross Purposes (1994), Forbidden (1995) samt samlingsalbumet The Sabbath Stones (1996), för att därefter åter lämna bandet 1997.
I slutet av 1990-talet återförenades Black Sabbaths originalmedlemmar och bandet spelade in ett livealbum med namnet Reunion. Detta album innehöll även två nya låtar, "Psycho Man" och "Selling My Soul".

### 2000-talet
Efter 11 september-attackerna 2001 mot World Trade Center och Pentagon påstås en lista ha skickats ut i USA innehållande namn på sånger som inte borde spelas på radio under den här tiden, eftersom dessa sånger sades kunna väcka olustkänslor. Två av Black Sabbaths låtar fanns med på listan, "War Pigs" och "Sabbath Bloody Sabbath". Det finns dock inga bevis på att en sådan lista skulle ha funnits. Det kan ha gällt en egenpåtagen censur från de stora radiobolagens sida.
Efter 14 års uppehåll förenades återigen Tony Iommi, Geezer Butler, Ronnie James Dio och Vinny Appice 2006 och de spelade in tre nya låtar "Ear in the Wall", "Shadow of the Wind" och "The Devil Cried" till bandets kommande skiva Black Sabbath: The Dio Years. Bandet var ute på en världsturné under namnet Heaven and Hell och hade planerat att fortsätta turnera sommaren 2010 och framåt, men sångaren Dio avled efter en tids cancersjukdom den 16 maj 2010. Våren 2009 försökte Osbourne stämma Iommi angående namnet Black Sabbath. Han hävdade att varje originalmedlem ska äga tjugofem procent av bandnamnet. Kampen fortsatte fram tills 2010, då den avslutades.

### 2010-talet

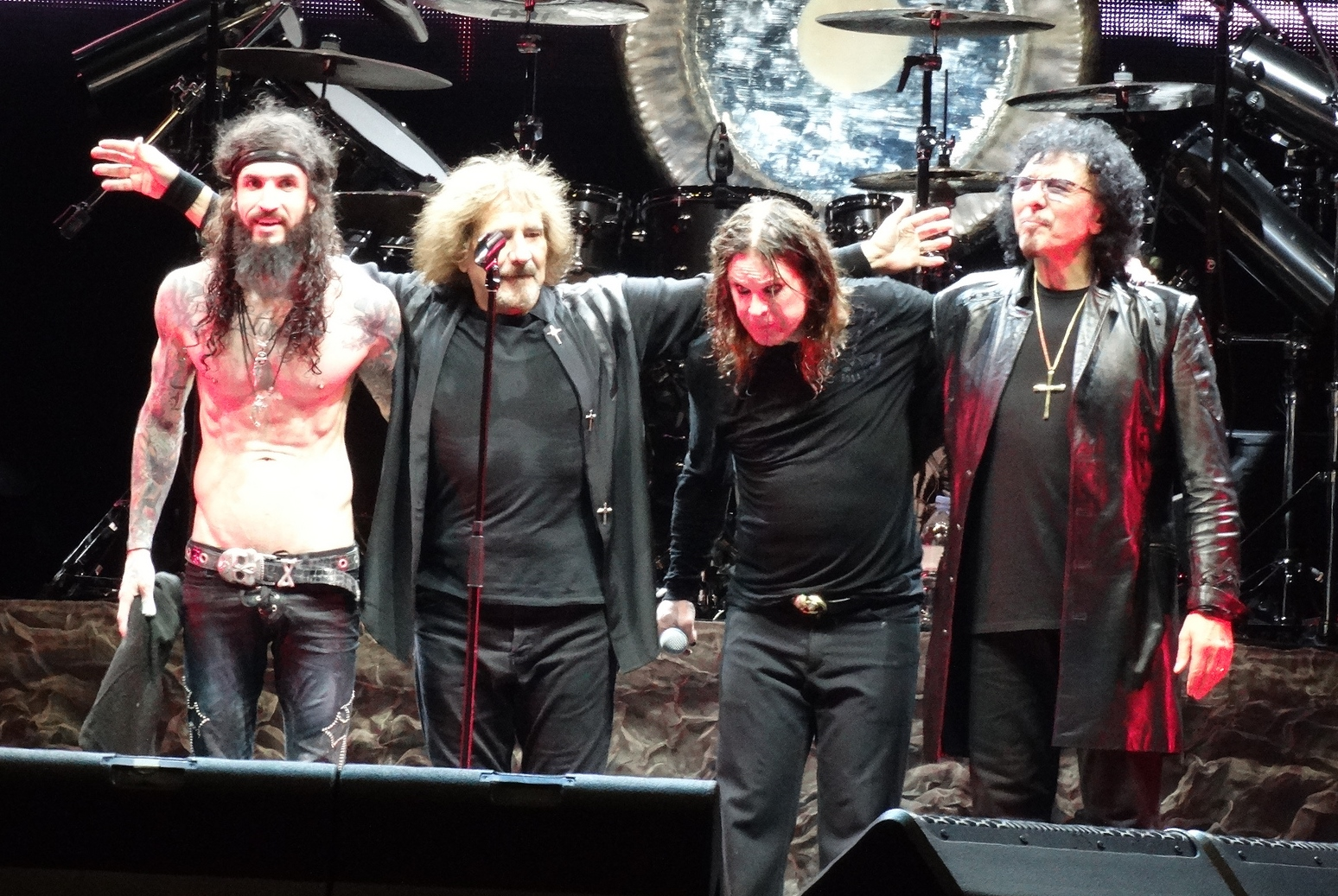
Black Sabbath live i Brasilien, 2013 (vänster till höger: Tommy Clufetos, Butler, Osbourne, Iommi)

Den 24 januari 2011 meddelade Osbourne att han och de andra tre originalmedlemmarna i bandet höll på att diskutera om en återförening och ett nytt album. Den 12 februari sade Butler att det definitivt inte blir någon återförening. Den 2 augusti samma år kom dock Osbourne, Iommi, Butler och Ward överens om en återförening. Bandmedlemmarna hade enligt uppgift träffats i en hemlig replokal under gårdagen och planerat för en kommande turné och ett nytt album. Det framkom senare att tidningen Birmingham Mail hittade på rykten om att bandet skulle återförenas och att detta inte var sant.
Black Sabbath återförenades 2011 för att spela in gruppens första studioalbum tillsammans med Ozzy Osbourne sedan 1978. Bandet framförde åtta spelningar i Europa under 2012 varav två i Sverige. Bandet utlovade även en kommande världsturné. 2011-11-11 kl 11.11 höll Black Sabbath en presskonferens, där de meddelade att ett nytt studioalbum skulle spelas in och att de skulle turnera 2012. På grund av Iommis sjukdom ersattes dock Black Sabbath-spelningarna av "Ozzy & Friends", där även Geezer Butler medverkar.
Trummisen Bill Ward lämnade bandet 2012 med omedelbar verkan efter att ha varit missnöjd med kontraktet, och ersattes av Tommy Clufetos. I juni släppte Black Sabbath ett nytt studioalbum vid namn 13.
Den 29 september 2014 skrev Osbourne till tidningen Metal Hammer att Black Sabbath skulle göra sin sista turné och även att de eventuellt skulle spela in ett nytt studioalbum innan dess. Den 26 oktober 2015 meddelades det dock att de inte skulle släppa ett nytt album.
I augusti 2016 meddelade Tony Iommi att han var frisk från sin cancersjukdom. När han tillfrågades i november samma år om sina planer efter bandets sista turné svarade han "Jag kommer att fortsätta skriva lite låtar, jag kanske gör någonting med grabbarna, kanske i studion, men jag kommer inte att turnera."
Avskedsturnén The End tog sin början 20 januari 2016 i Omaha, Nebraska, USA, och avslutades 4 februari 2017 i bandets hemstad Birmingham, England.

## Medlemmar
| Ursprungliga medlemmar - Tony Iommi – gitarr, keyboard (1969–2006, 2011–2017) - Bill Ward – trummor, sång (1969–1980, 1983, 1984, 1994, 1997–1998, 1998–2006, 2011–2012) - Geezer Butler – basgitarr, synthesizer (1969–1979, 1980–1984, 1987, 1990–1994, 1997–2006, 2011–2017) - Ozzy Osbourne – sång, munspel (1969–1977, 1978–1979, 1997–2006, 2011–2017; dog 2025) Efterföljande medlemmar - Dave Walker – sång (1977–1978) - Ronnie James Dio – sång (1979–1982, 1991, 1991–1992, 2006-2010; dog 2010) - Geoff Nicholls – keyboard, basgitarr, kompgitarr (1979–1998, 1998-2004; dog 2017) - Craig Gruber – basgitarr (1979; dog 2015) - Vinny Appice – trummor (1980–1982, 1991–1992, 1998, 2006-2010) - Ian Gillan – sång (1982–1984) - Bev Bevan – trummor (1983–1984, 1987) - Ron Keel – sång (1984) - David Donato – sång (1984; dog 2021) - Eric Singer – trummor (1985–1987) - Gordon Copley – basgitarr (1985) - Jeff Fenholt – sång (1985; dog 2019) - Dave Spitz – basgitarr (1985–1986, 1987) - Glenn Hughes – sång (1985–1986, ersättare för engångsshow 2010) - Ray Gillen – sång (1986–1987; dog 1993) - Bob Daisley – basgitarr (1986) - Tony Martin – sång (1987–1991, 1991, 1992–1997) - Terry Chimes – trummor (1987-1988) - Jo Burt – basgitarr (1987-1988) - Cozy Powell – trummor, slagverk (1988–1991, 1994–1995, dog 1998) - Laurence Cottle – basgitarr (1988) - Neil Murray – basgitarr (1988–1990, 1994–1997) - Bobby Rondinelli – (1993–1994, 1995-1997) - Mike Bordin – trummor (1997) | Turnerande och sessionsmusiker - Rick Wakeman – keyboard, piano, synthesizer (1973) - Jezz Woodroffe – keyboard, piano, synthesizer (1976) - Don Airey – keyboard, piano, syntheseizer (1978) - Jon Elstar – munspel (1978) - Brian May – leadgitarr (1988) - Ice-T – sång (1994) - Adam Wakeman – keyboard, kompgitarr (2004-2006, 2011–2017) - Scott Warren – keyboard, piano, kompgitarr (2006-2010) - Mike Exeter – keyboard, ingenjör, produktion (2009, 2012) - Tommy Clufetos – trummor (2012, 2013-2017) - Brad Wilk – trummor (2012-2013) Ersättare - Rob Halford – sång (1992, 2004) - Shannon Larkin – trummor (2012, 2013-2017) - Jørn Lande – sång (2010) |

## Diskografi
| Studioalbum - 1970 – Black Sabbath - 1970 – Paranoid - 1971 – Master of Reality - 1972 – Vol. 4 - 1973 – Sabbath Bloody Sabbath - 1975 – Sabotage - 1976 – Technical Ecstasy - 1978 – Never Say Die! - 1980 – Heaven and Hell - 1981 – Mob Rules - 1983 – Born Again - 1986 – Seventh Star - 1987 – The Eternal Idol - 1989 – Headless Cross - 1990 – Tyr - 1992 – Dehumanizer - 1994 – Cross Purposes - 1995 – Forbidden - 2013 – 13 | Samlingsalbum - 1975 – We Sold Our Soul for Rock 'n' Roll - 1977 – Greatest Hits - 1992 – Iron Man - 1996 – Under Wheels of Confusion - 1996 – The Sabbath Stones - 2002 – Symptom of the Universe: The Original Black Sabbath 1970-1978 - 2004 – Black Box: The Complete Original Black Sabbath (1970-1978) - 2005 – The Best of Black Sabbath - 2006 – Greatest Hits 1970-1978 - 2007 – Black Sabbath: The Dio Years - 2009 – Black Sabbath: Greatest Hits - 2016 – Black Sabbath: The Ultimate Collection | Livealbum - 1970 – Come to the Sabbath - 1975 – New Jersey Live - 1978 – Never Say Die (Live) - 1980 – Live at Last - 1980 – Burning the Cross - 1982 – Live Evil - 1983 – Born in Hell - 1995 – Cross Purposes Live - 1998 – Reunion - 2002 – Past Lives - 2007 – Live at Hammersmith Odeon - 2007 – Heaven and Hell: Live Radio City Music Hall 2007 |

### Video
- 1978 – Never Say Die
- 1980 – Black and Blue
- 1992 – The Black Sabbath Story Volume 1
- 1992 – The Black Sabbath Story Volume 2
- 1999 – The Last Supper
- 1999 – Inside Black Sabbath - 1970-1992
- 2005 – Black Sabbath's Paranoid
- 2005 – Black Sabbath - Rock Review
- 2007 – In Their Own Words
- 2013 – Gathered in Their Masses